# I guardiani del faro
I guardiani del faro (The Lightkeepers) è un film del 2009 scritto e diretto da Daniel Adams.
Il film è stato girato presso Capo Cod in Massachusetts ed è basato sulla storia The Woman Haters di Joseph C. Lincon.

## Trama
Siamo nel 1912 su una penisola dove due guardiani custodiscono un faro. Un giorno uno dei due decide di andarsene, e Seth Atkins, rimasto solo, dopo poco tempo trova un naufrago (John Brown) sulla spiaggia.
Nonostante uno sia più giovane dell'altro, entrambi si dimostrano disinteressati all'altro sesso, finché una donna non approda sull'isola. Ruth Graham assieme alla sua governante vengono a trascorrere una vacanza in un cottage vicino al faro.